# Aleiodes haematoxyloni
Aleiodes haematoxyloni är en stekelart som beskrevs av Fortier 2007. Aleiodes haematoxyloni ingår i släktet Aleiodes och familjen bracksteklar. Inga underarter finns listade i Catalogue of Life.